# Eleccions parlamentàries ruandeses de 2018
Les eleccions parlamentàries ruandeses de 2018 van tenir lloc a Ruanda el 3 de setembre de 2018 mentre que els ruandesos a l'exterior van votar el dia abans. El resultat va ser una victòria per a la coalició del Front Patriòtic Ruandès, que va mantenir la seva majoria absoluta a la Cambra de Diputats de Ruanda, guanyant 40 de la 53 escons però va perdre la seva majoria absoluta sobre el total dels escons, mentre que el Partit Verd Democràtic de Ruanda i el Partit Social Imberakuri van entrar al Parlament per primera vegada. Les dones tenen 49 dels 80 escons del nou parlament (61%), de manera que Ruanda és el país amb més alta proporció de diputades.

## Sistema electoral
Els 80 escons a la cambra dels diputats són escollits de dues maneres: 53 són elegits directament per llista tancada de representació proporcional en una circumscripció electoral única amb un llindar electoral del 5%. Els 27 escons restants són elegits de manera indirecta per consells locals i nacionals, inclosos els 24 reservats per a dones (sis per les províncies de l'Est, Oest i Sud, quatre de la província del Nord, i dos de Kigali, dos representants de la joventut i un altre de representants de persones discapacitades.

## Resultats
Es va estimar que la participació en les eleccions fou de 7.1 milions de votants. Ernest Kamanzi i Clarisse Maniriho foren elegits com els diputats més joves, mentre que Eugene Mussolini fou elegit com a representant discapacitat.
| Partit                           | Partit                             | Vots | %   | Escons | +/– |
| -------------------------------- | ---------------------------------- | ---- | --- | ------ | --- |
| Coalició Front Patriòtic         | Front Patriòtic Ruandès            |      |     | 36     | -1  |
| Coalició Front Patriòtic         | Partit Demòcrata Centrista         | 1    | 0   |        |     |
| Coalició Front Patriòtic         | Partit Democràtic Ideal            | 1    | 0   |        |     |
| Coalició Front Patriòtic         | Partit pel Progrés i la Concòrdia  | 1    | 0   |        |     |
| Coalició Front Patriòtic         | Unió Democràtica del Poble Ruandès | 1    | 0   |        |     |
| Partit Socialdemòcrata           | Partit Socialdemòcrata             |      |     | 5      | -2  |
| Partit Liberal                   | Partit Liberal                     |      |     | 4      | -1  |
| Partit Social Imberakuri         | Partit Social Imberakuri           |      |     | 2      | +2  |
| Partit Verd Democràtic de Ruanda | Partit Verd Democràtic de Ruanda   |      |     | 2      | Nou |
| Independents                     | Independents                       |      |     | 0      | 0   |
| Membres escollits indirectament  | Membres escollits indirectament    | –    | –   | 27     | –   |
| Total                            | Total                              |      | 100 | 80     | 0   |
| Votants registrats/participació  | Votants registrats/participació    |      |     | –      | –   |
| Font: NEC                        |                                    |      |     |        |     |